# SN 1952H
SN 1952H – supernowa odkryta 22 kwietnia 1952 roku w galaktyce PGC0052879. W momencie odkrycia miała maksymalną jasność 18,90m.